# Nikolaus Becker

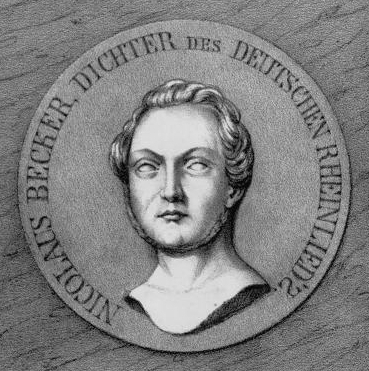
Nikolaus Becker

Nikolaus Becker (ook Nicolaus Becker geschreven) (Bonn, 8 oktober 1809 - Hünshoven bij Geilenkirchen, 28 augustus 1845) was een Duits advocaat en dichter uit de romantiek. Hij is bekend geworden door zijn nationalistische Rheinlied (1840), dat meer dan 70 keer op muziek werd gezet, onder andere als het Zuid-Duitse volkslied Die Wacht am Rhein. 
Een ander lied van Becker 
'Sie sollen ihn nicht haben, den freien Deutschen Rhein' is door Isaäc da Costa in 1844 vertaald als 'Zij zullen het niet hebben, ons oude Nederland'. Het staat met de melodie van Jan de Liefde (1814-1869) en de harmonisatie van Johannes Corstianus de Puy (1835-1915) in de bundel 'De Lofstem' (1875) van J.C. de Puy.
- Bibliothèque nationale de France: cb103859570 (data)
- Gemeinsame Normdatei: 116104872
- International Standard Name Identifier: 0000 0001 1674 8345
- Library of Congress Control Number: nr2001049260
- Nationale Bibliotheek van Tsjechië: mzk2013760758
- Nationale Bibliotheek van Israël: 987007291285905171
- Nederlandse Thesaurus van Auteursnamen: 162072201
- SNAC: w6cz5qgr
- Virtual International Authority File: 76248512